# Puluwatesische Sprache
Puluwatesisch oder Polowatesisch (veraltet auch Puluwat) ist eine mikronesische Sprache, die auf den Atollen Pulap und Puluwat sowie auf der Insel Pulusuk im Westen des mikronesischen Bundesstaates Chuuk von 1364 Menschen gesprochen wird.
Es hat eine Ähnlichkeit von 82 % mit Woleaianisch, 81 % mit Chuukesisch und 72 % mit Ulithisch.
Aus der deutschen Kolonialzeit hat sich das Wort „siike“ (Ziege) erhalten.